# Harjehausen
Harjehausen ist ein Ortsteil der Gemeinde Winkelsett, die zur Samtgemeinde Harpstedt im niedersächsischen Landkreis Oldenburg gehört.

## Geografie und Verkehrsanbindung
Harjehausen liegt nordwestlich des Kernortes Winkelsett, südwestlich des Kernortes Harpstedt und östlich des Stadtkerns von Wildeshausen. 
Am östlichen Ortsrand fließt die Katenbäke, ein rechtsseitiger Nebenfluss der Hunte, die westlich fließt. Nördlich vom Ort mündet der Köhlbach rechtsseitig in die Katenbäke.

## Geschichte
Die wahrscheinlich aus einem Einzelhof entstandene Siedlung wird erstmalig um 1400 in den Hoyer Lehnsregistern als „Heringehusen“ erwähnt. 